# علی‌بابا کلود
علی‌بابا کلاود (انگلیسی: Alibaba Cloud) شرکت خدمت وب چینی است، که در سال ۲۰۰۹ تأسیس شد.